# Pirelli
Pirelli & C. S.p.A. est un groupe italien spécialisé dans la production de pneumatiques, filiale de ChemChina. Pirelli est le cinquième producteur mondial, via sa filiale Pirelli Tyre dont il est l'actionnaire unique. Le président directeur général de Pirelli est aujourd'hui Marco Tronchetti Provera. Ces pneumatiques sont souvent utilisés pour les courses automobiles.

## Histoire

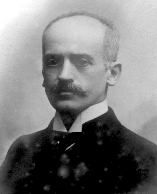
Giovanni Battista Pirelli

La société a été créée en 1872 à Milan par Giovanni Battista Pirelli, un ingénieur de 24 ans.
La société Pirelli s'est d'abord fait connaître en produisant des câbles électriques. Un de ses contrats les plus importants pour la marque fut celui qui lui permit de fournir les câbles pour alimenter les lampes à incandescence des luminaires de la Scala de Milan le 1er janvier 1883, une grande première à l'époque. Puis, Pirelli a commencé par fabriquer des jouets et des ballons avant de produire son premier pneu de vélo, bien avant les pneus de voiture. C'est en 1890 que le premier modèle de pneu, Milano, est sorti et au début du XXe siècle, le modèle Ercole est sorti. 
Pirelli a acquis ses lettres de noblesse internationales dans le domaine des pneumatiques pour automobiles avec la victoire de la voiture Itala lors de la course Pékin-Paris dont le départ fut donné à Pékin le 10 juin 1907. Le vainqueur, la voiture italienne pilotée par le Prince Scipion Borghese (1871-1927), Ettore Guizzardi (1874-1947) avec comme passagers le journaliste du Corriere della Sera et du Daily Telegraph Luigi Barzini Sr. (1861-1946), qui raconte son voyage dans des carnets de note et l'épouse du Prince, Anna Maria. La voiture, une Itala équipée d'un moteur 4 cylindres de 7.433 cm3, accomplit l'exploit de parcourir 16 000 kilomètres, la plus grande épopée automobile jamais organisée, en 44 jours en arrivant à Paris le 10 août 1886, 20 jours avant le second, Charles Godard avec Jean du Taillis (journaliste du Matin, sur une Spyker 60HP en 64 jours.
Au cours du XXe siècle, l'entreprise a connu une forte croissance et une grande expansion. En 1927, c'était la première entreprise au monde à sortir un pneu biaisé: le Superflex Stella Bianca. Et à la fin de la Seconde Guerre mondiale, elle lance le premier pneu à carcasse textile: le Cinturato CF67.
Dans les années 1990, les ventes de pneus Pirelli ont augmenté en Europe comme jamais auparavant et ils ont introduit un nouveau système de production robotique MIRS qui se traduirait par des pneus haute performance comme premier modèle.
Pendant longtemps, la société a été au cœur du système capitaliste italien, régi par les participations croisées et piloté par les investisseurs institutionnels tels que Mediobanca, Unicredit,... Ainsi ces derniers contrôlaient l'entreprise via un pacte d'actionnaires représentant 45 % du capital environ, le reste de l'actionnariat étant fortement dispersé.
Par le passé, le groupe Pirelli a également eu d'autres activités que les pneumatiques, cependant ses activités dans les câbles d'énergie et de télécommunication (Pirelli Cavi e Sistemi), ont été externalisées en 2005 dans la société Prysmian, après une prise de participation par Goldman Sachs.
Ses activités dans l'immobilier, Pirelli Real Estate, ont été renommées Prelios en 2010.
En mars 2015, ChemChina, qui contrôle également Aeolus Tyres, achète Pirelli pour 7,1 milliards d'euros. Cette opération est réalisée par l'acquisition de la participation de 26,2 % de la holding Camfin (détenue par Rosneft, Nuove Partecipazioni, UniCredit et Intesa Sanpaolo) dans Pirelli, puis par une OPA sur le reste du capital de Pirelli, le tout via une société (Bidco) qui regroupe ChemChina et Camfin. L'activité de pneumatique pour usage industriel de Pirelli est transférée via cette acquisition dans Aeolus Tyres,,,.
L'opération s'achève le 13 octobre 2015, la société Marco Polo Industrial Holding (Bidco), détenue à hauteur de 65% par ChemChina, et de 35% par la holding italienne Camfin, réunit alors 86,982% des actions ordinaires Pirelli. Marco Polo indique que le règlement de l’OPA est prolongée de cinq journées supplémentaires, du 21 au 27 octobre. Ce délai doit permettre à la société de franchir le seuil des 90 % d’adhésion et de déclencher la procédure visant à retirer Pirelli de la Bourse de Milan avant la fusion des deux sociétés.
En octobre 2017, le fabricant de pneus italien fait son retour à la Bourse de Milan. Ce retour fait suite à un accord passé avec le géant chinois, avec un délai fixé à 2019, une fois les activités pneus consommateurs et pneus industriels scindées. C'est ainsi une société Pirelli avec un nouveau périmètre, remodelée et centrée sur les pneus consommateurs, qui fait son retour à Milan. À la suite de cette introduction en bourse, ChemChina n'est plus l'actionnaire majoritaire de Pirelli, sa participation passant sous les 50%. Selon Marco Tronchetti Provera, directeur général de Pirelli, cet acte montre "que leur investissement est financier et qu'il respecte l'autonomie et la responsabilité de la direction et par-dessus tout, les (actionnaires) minoritaires".

## Activité

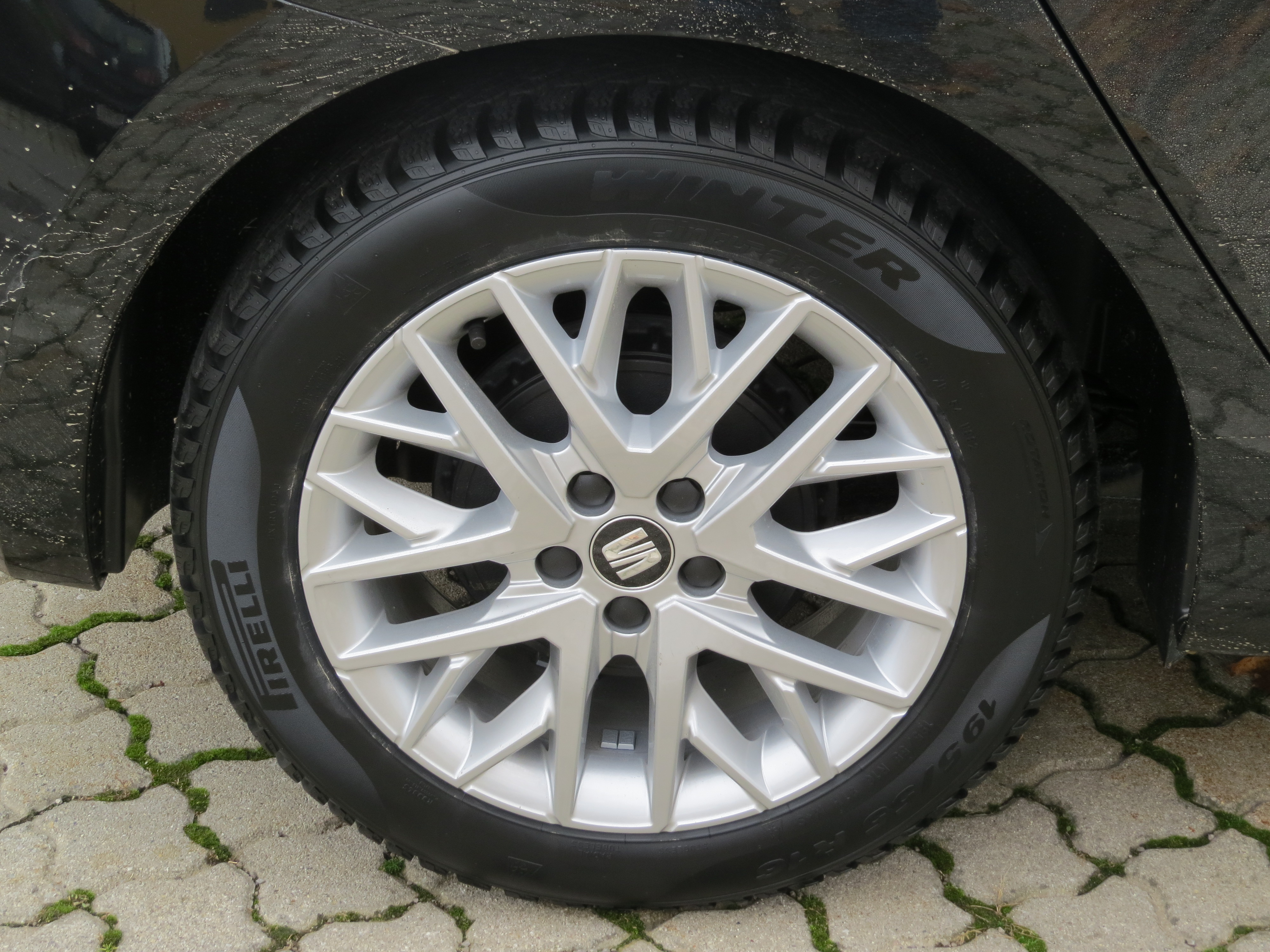
Pirelli Cinturato Winter 195/55 R 16 91 H.

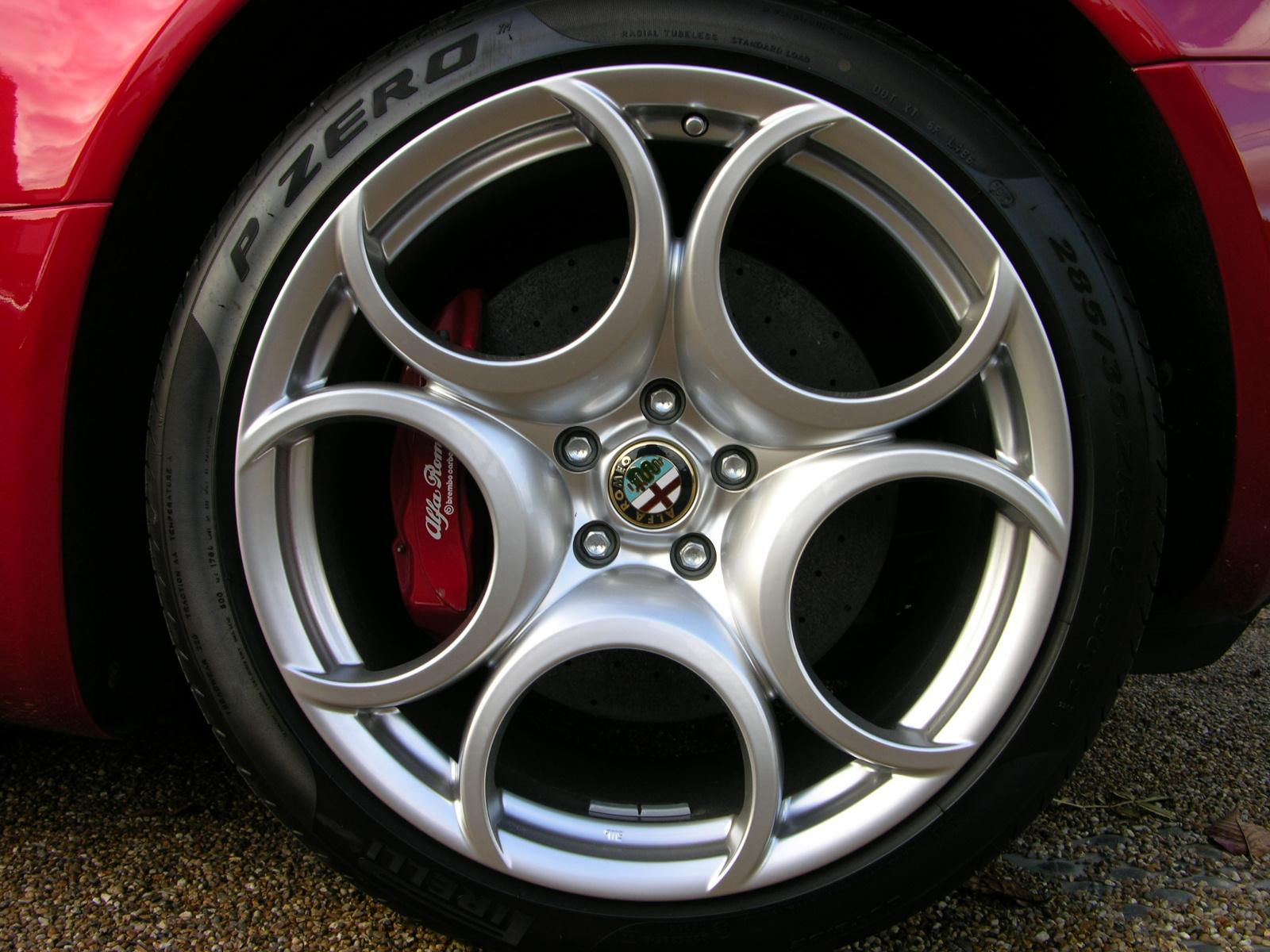
Pirelli P Zero 285/35 ZR20

Les ventes nettes du manufacturier atteignent six milliards d'euros en 2012. Les ventes de Pirelli comprennent les pneumatiques automobiles (67 %), camions (25 %) et moto (7 %). Les consommateurs finaux représentent 73 % des ventes. Géographiquement, l'Amérique du sud et l'Europe représentent 34 % des ventes chacune, Alena-USA, Alena-Canada et Alena-Mexique (12 %), Moyen-Orient (9 %), Asie-Pacifique (7 %) et Russie (4 %). Le groupe est présent industriellement dans vingt-cinq pays.
Les autres activités sont des start-ups : Pirelli Broadband Solutions société de réseaux locaux fixes ou pour l'automobile, Pirelli Ambiente, énergie photovoltaïque et carburant produit à partir de déchets, et Pirelli Eco Technology, réduction des émissions de particules Diesel.

## Sport

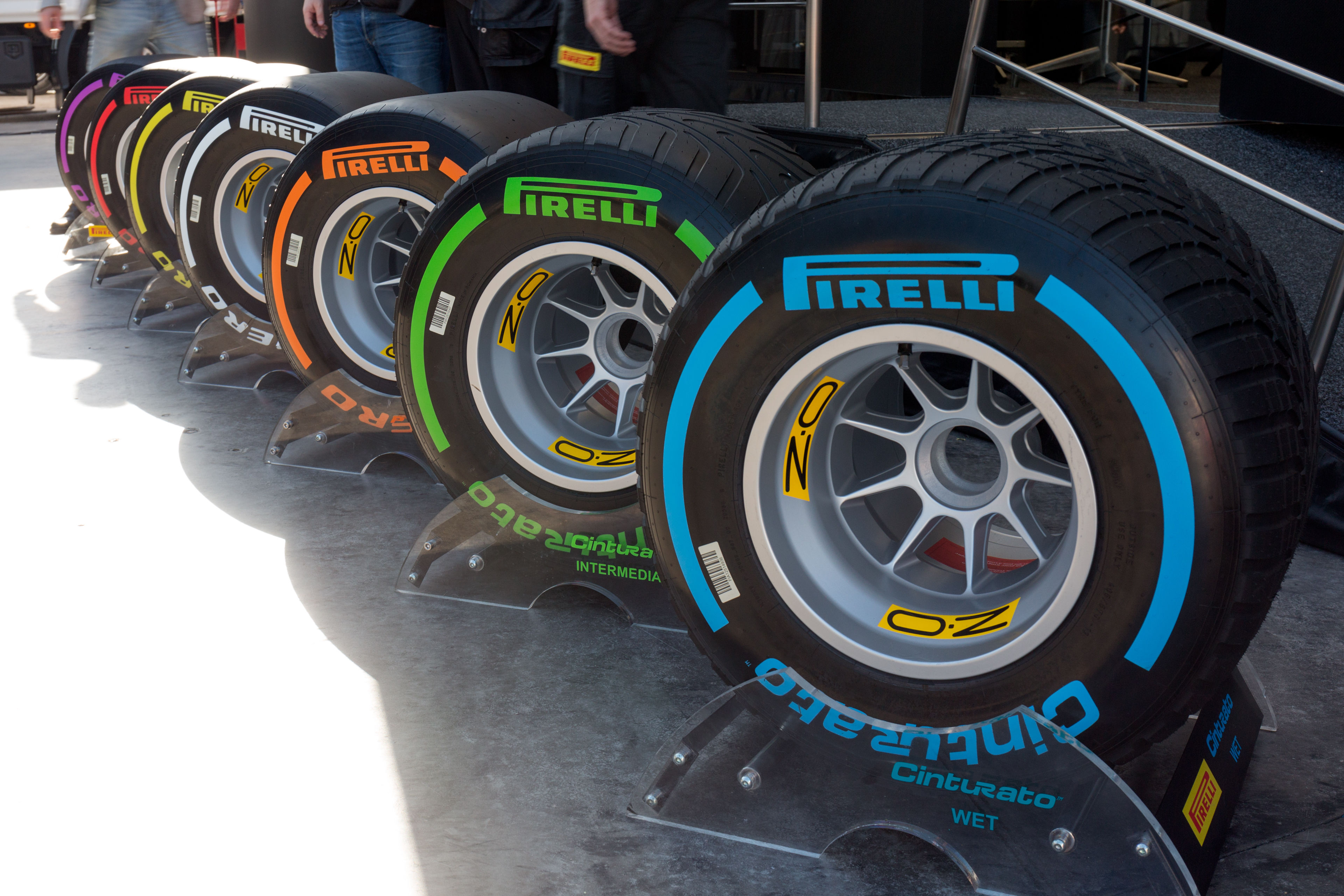
Pneus Pirelli Formule 1

La marque Pirelli est très impliquée dans la compétition automobile et motocycliste. Après avoir participé avec succès au championnat du monde de Formule 1 pendant des années, elle est présente dans les compétitions de vitesse sur circuit avec sa gamme PZero et en rallye avec vingt-cinq titres de champion du monde à la clé, le dernier en date étant ceux de 2010 (pilotes et constructeurs). La marque italienne a été le fournisseur pneumatique exclusif du championnat du monde des rallyes (WRC) de 2008 à 2010 et du GP3 depuis 2009. Elle est aussi le fournisseur exclusif de pneumatiques pour le championnat du monde de Superbike depuis 2004 et le restera au moins jusqu'en 2018.
À la suite du retrait de Bridgestone à l'issue de la saison 2010 et après vingt ans d'absence de la discipline, Pirelli est choisi à compter de 2011 comme fournisseur unique de pneumatiques pour le championnat du monde de Formule 1 et pour le GP2. La marque italienne continuera à être fournisseur des Ferrari Challenge, Trofeo Maserati et Lamborghini Super Trofeo.
Par ailleurs, Pirelli était le sponsor officiel du prestigieux Inter Milan (entre 1995 et 2021), l'un des deux clubs d'élite de football de la capitale lombarde. La succursale suisse de Pirelli, Pirelli Tyre (Suisse) S.A., est également partenaire officiel du club de football suisse FC Bâle. Pirelli est présent sur le dos du maillot du club.
Le 1er mars 2021, Marco Tronchetti Provera, directeur général de Pirelli, déclare que la société ne sera plus le sponsor maillot du club intériste au terme de la saison 2020-2021.
De 2022 à 2024, Pirelli soutient le navigateur Ambrogio Beccaria et son Class40 Alla Grande-Pirelli.

## Calendrier
Chaque année, en novembre, et depuis 1964, la publication à tirage limité du calendrier Pirelli est un événement de portée mondiale, très attendu par les collectionneurs et les amateurs de photo, de mode et de séduction.